# Daisy Diamond
Daisy Diamond é um filme dinamarquês lançado em 2007 dirigido por Simon Staho.

## Sinopse
Conta a história de uma jovem que sonha em se tornar atriz e enfrenta uma série de dificuldades impostas não apenas por seu sotaque sueco, indesejável muitas vezes nos testes que faz em Copenhague, mas principalmente por causa de sua filha de poucos meses de idade.

## Elenco
- Noomi Rapace - Anna Nordberg
- Thure Lindhardt
- Benedikte Hansen
- Morten Kirkskov
- Lotte Andersen
- Laura Drasbæk
- Stine Stengade
- Sofie Gråbøl
- Christian Tafdrup
- Lærke Winther Andersen
- Trine Dyrholm
- Dejan Cukic
- David Dencik
- Maria Rossing
- Thomas Voss